# Lista dos patriarcas de Antioquia da Igreja Ortodoxa Síria

Brasão do Patriarcado Sírio Ortodoxo de Antioquia e Todo o Oriente

O Patriarca Ortodoxo Siríaco de Antioquia ou Patriarca de Antioquia e Todo o Oriente da Igreja Ortodoxa Siríaca é o líder da  Igreja Ortodoxa Síria de Antioquia. Não deve ser confundido com o Patriarca Ortodoxo Grego de Antioquia ou Patriarca de Antioquia e Todo o Oriente da Igreja Ortodoxa Grega de Antioquia.
Segundo a tradição, o Patriarcado de Antioquia foi estabelecido por São Pedro no século I dC, mas dividido em duas linhas separadas de patriarcas após a deposição do Patriarca Severo de Antioquia em 518 sobre a questão do Concílio de Calcedônia de 451. Os apoiadores não-calcedônios de Severo formaram o que hoje é conhecido como Igreja Ortodoxa Siríaca de Antioquia, enquanto os calcedônios formaram a Igreja agora conhecida como Igreja Ortodoxa Grega de Antioquia. 
A Igreja Ortodoxa Siríaca sofreu um cisma na era medieval, primeiro, após a morte do Patriarca Filoxeno I Nemrud em 1292 com a formação de patriarcados separados de Mardin e Melitene, e novamente em 1364 devido ao surgimento de um Patriarcado de Tur Abdin. A unidade foi restaurada à Igreja gradualmente quando o Patriarcado de Melitene chegou ao fim em c. 1360, e o Patriarcado de Mardin expirou depois que seu Patriarca Inácio Behnam Hadloyo foi reconhecido como Patriarca de Antioquia em 1445. Uma linha de patriarcas em comunhão com a Igreja Católica Romana se dividiu permanentemente em 1782, e assim formou a Igreja Católica Siríaca.
Esta lista contém todos os titulares do cargo de Patriarca Ortodoxo Siríaco de Antioquia.

## Patriarcas de Antioquia da Igreja Ortodoxa Síria

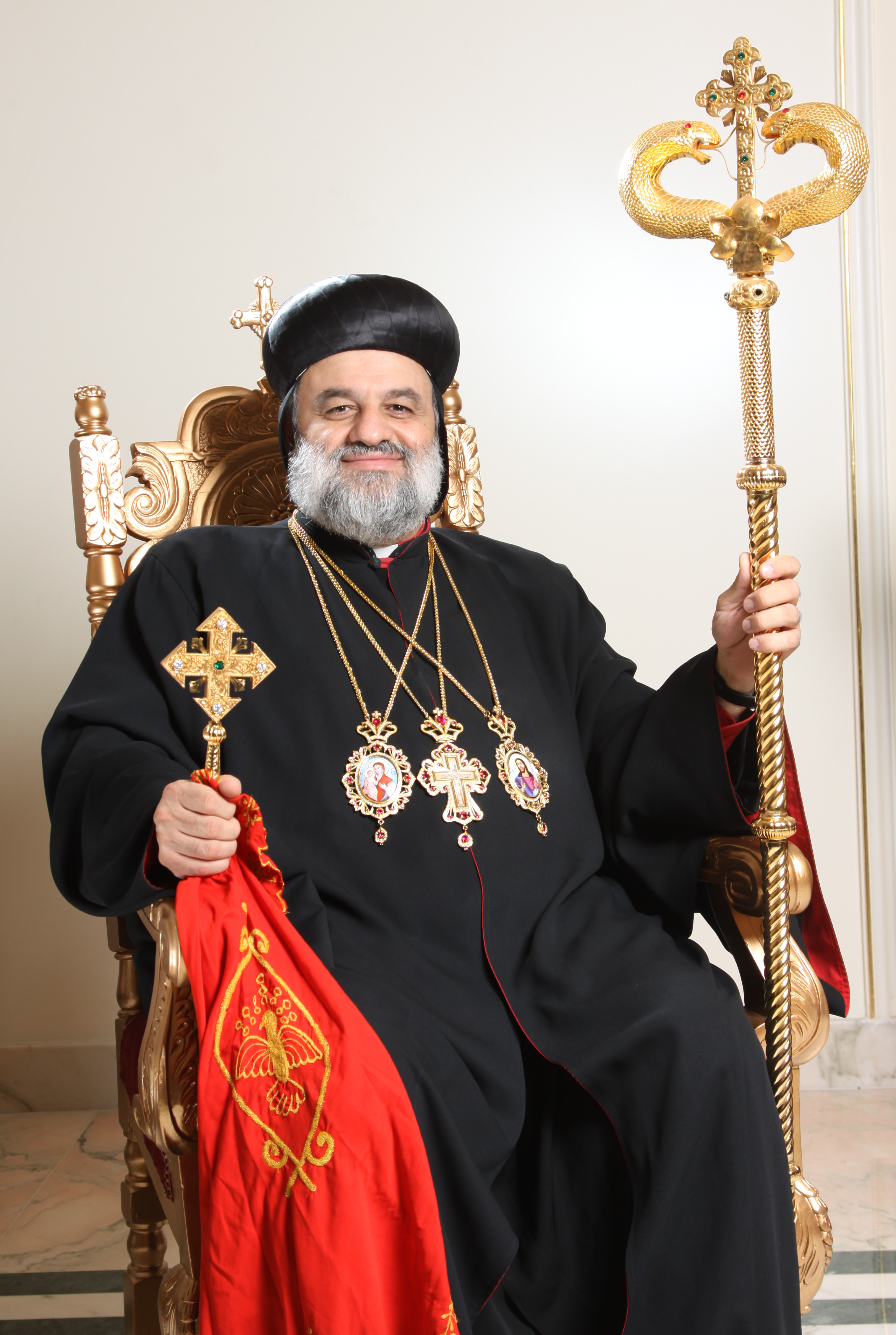
Atual patriarca sírio de Antioquia, Inácio Efrém II

- Severo de Antioquia (512-538) - Foi deposto no Concílio de Constantinopla em 518. No exílio no Egito, ele foi reconhecido pelos ortodoxos siríacos como o legítimo Patriarca até à sua morte em 538.
- Vago (538-544)

- Sérgio de Tela (544-546) - Consagrado por Jacó Baradeu
- Vago (546-550)

- Paulo II de Alexandria (550-575)
- Vago (575-581)

- Pedro III de Raqqa (581-591)
- Juliano I de Antioquia (591-595)
- Atanásio I Gammolo (595-631)
- João de Sedre (631-649)
- Teodoro O Sírio Patriarca de Antioquia ( 649-667)
- Severo II de Antioquia (bar Masqeh]] (667-681)
- Atanásio II de Antioquia (683-686)
- Juliano II de Antioquia (686-708)
- Elias I de Antioquia (709-723)
- Atanásio III de Antioquia (724-740)
- Ivânio I de Antioquia (740-754)
- Euvânio I de Antioquia (754-?)
- Atanásio al-Sandali (?--758)
- Jorge I de Antioquia (758-790)
- José de Antioquia (790-792)
- Quriago de Takrit (793-817)
- Dionísio I de Antioquia do Tellmahreh (817-845)
- João III de Antioquia (846-873)
- Inácio II de Antioquia (878-883)
- Teodósio Romano de Takrit (887-896)
- Dionísio II de Antioquia (897-909)
- João IV Qurzahli (910-922)
- Basélio I de Antioquia (923-935)
- João V de Antioquia (936-953
- Ivânio II de Antioquia (954-957)
- Dionísio III de Antioquia (958-961)
- Abraão I de Antioquia (962-963)
- João VI Sarigta (965-985)
- Atanásio IV de Salah (986-1002)
- João VII bar Abdun (1004-1033)
- Dionísio IV Yahya 1034-1044)

Período de Vacância - (1044-1049)
- João VIII de Antioquia (1049-1057)
- Atanásio V de Antioquia (1058-1063)
- João IX de Antioquia (1063-1073)
- Basélio II de Antioquia (1074-1075)
- João Abduno (1075-1077)
- Dionísio V Lázaro (1077-1078)
- Ivânio III de Antioquia (1080-1082)
- Dionísio VI de Antioquia (1088-1090)
- Atanásio VI de Antioquia bar Khamoro (1091-1129)
- João X bar Mawdyono (1129-1137)
- Atanásio VII de Antioquia Qutreh (1138-1166)
- Miguel, o Grande (1166-1199)
- Atanásio VIII de Antioquia (1200-1207)
- João XI de Antioquia (1208-1220)
- Davi Inácio III de Antioquia (1222-1252)
- João XII Madani (1252-1263)
- Inácio IV Yeshu (1264-1282)
- Filóceno I de Antioquia Nemrud (1283-1292)
- Miguel II de Antioquia (1292-1312)
- Miguel III Yeshu (1312-1349)
- Basélio III Gabriel (1349-1387)
- Filóceno II, o escritor (1387-1421)
- Basélio IV Shemun (1421-1444)
- Inácio Behnam al-Hadli (1445-1454
- Inácio Khalaf (1455-1483)
- Inácio João XIII (1483-1493)
- Inácio Nuh do Líbano (1493-1509)
- Inácio Yeshu I (1509-1512)
- Inácio Jacob I (1512-1517)
- Inácio Davi I (1517-1520)
- Inácio Abdme (1520-1557)
- Inácio Nemet Deo I (1557-1576)
- Davi Inácio II (1576-1591)
- Inácio Pilatos I (1591-1597)
- Inácio Hadayat (1597-1639)
- Inácio Simon I (1640-1659)
- Inácio Yeshu II (1659-1662)
- Inácio Abdul Masih I (1662-1686)
- Inácio Jorge II (1687-1708)
- Inácio Isaac Azar (1709-1722)
- Inácio Shukr Deo II (1722-1745)
- Inácio Jorge III (1745-1768)
- Inácio Jorge IV (1768-1781)
- Inácio Mateus (1782-1817)
- Inácio Yunan (1817-1818)
- Inácio Jorge V (1819-1837)
- Inácio Elias II (1838-1847)
- Inácio Jacob II (1847-1871)
- Inácio Pedro IV (1872-1894)
- Inácio Abdul Masih II (1895-1905)
- Inácio Abd Allah II (1906-1915)
- Inácio Elias III (1917-1932)
- Inácio Afram I  (1933-1957)
- Inácio Jacob III (1957-1980)
- Inácio Zakka I Iwas (1980 - 2014)
- Inácio Efrém II Karim (2014 -)